# خليج حيفا

خريطة الجليل تظهر خليج حيفا

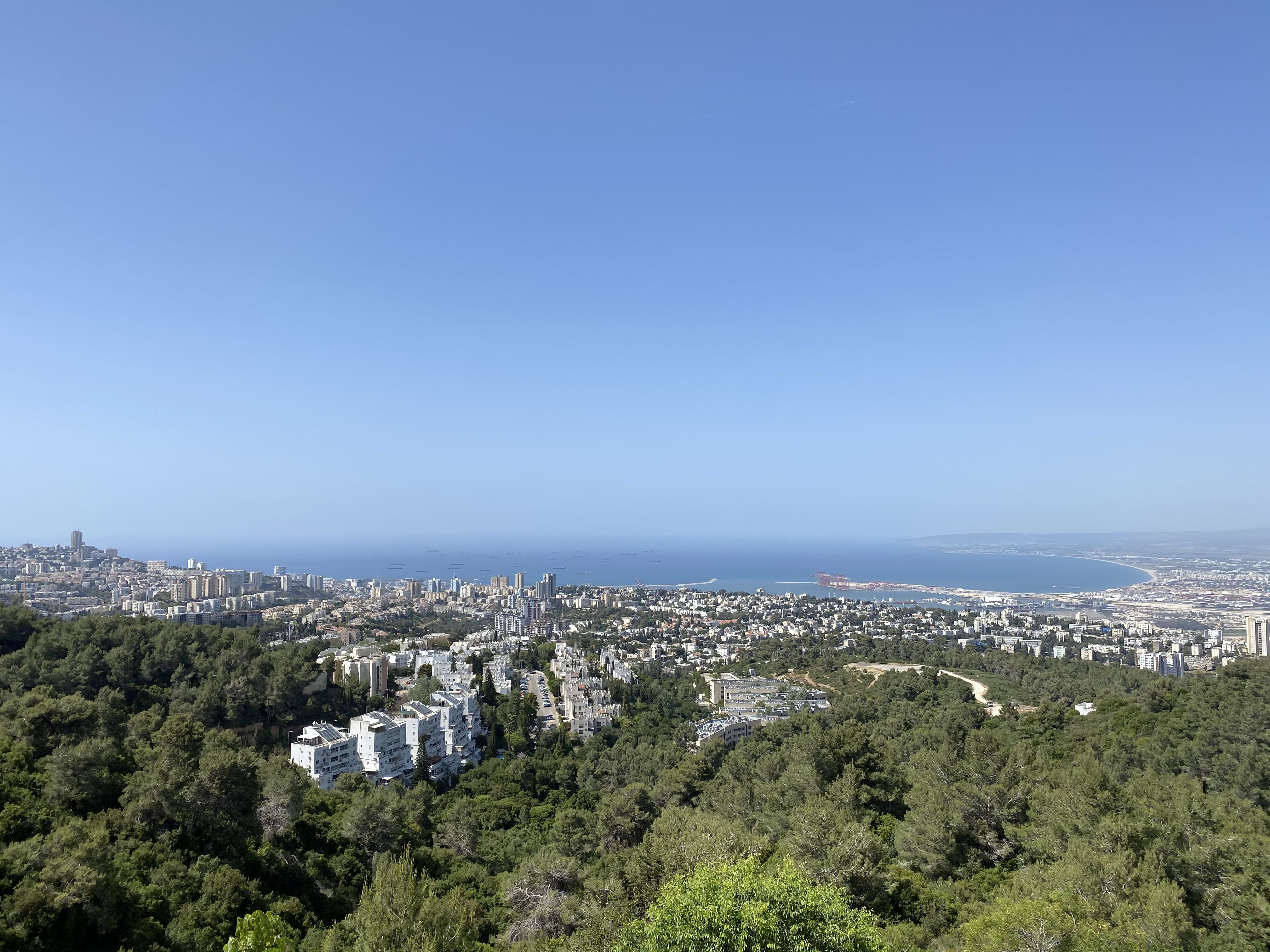
خليج حيفا

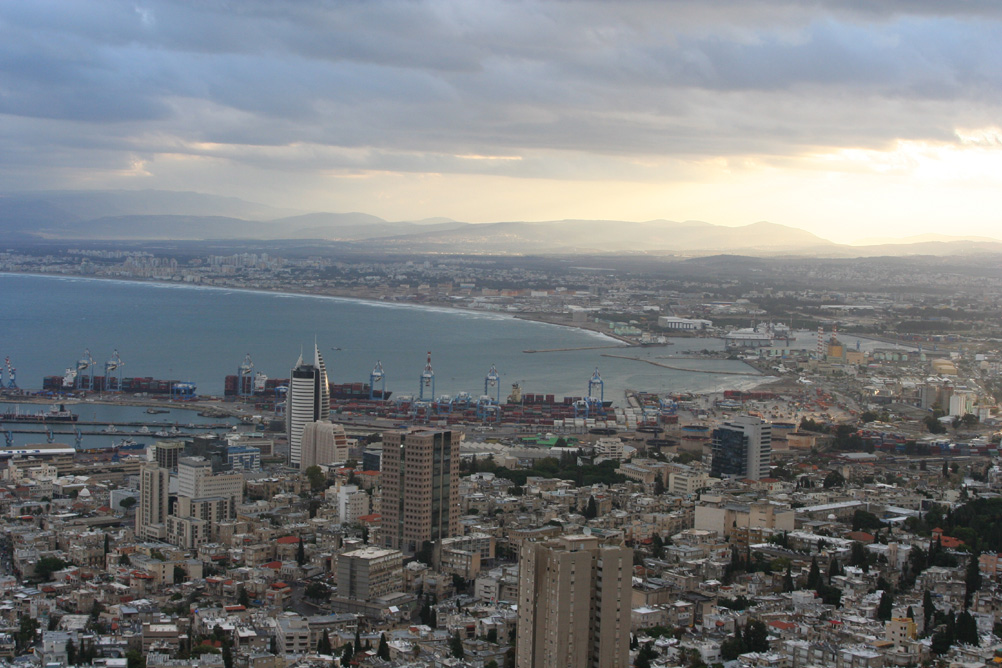
خليج حيفا.

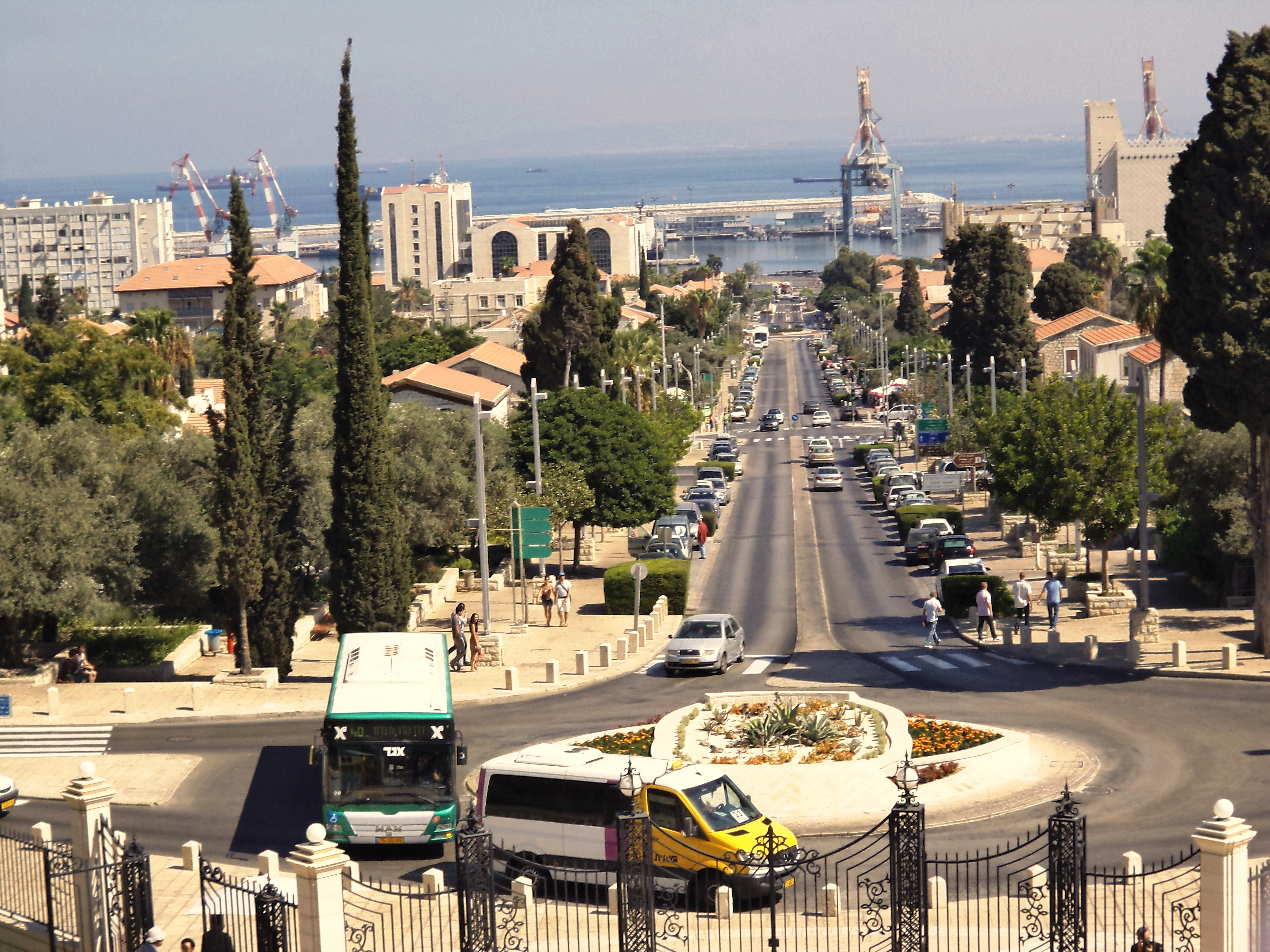
حيفا

خليج حيفا، خليج عكا سابقًا، هو خليج على طول ساحل البحر الأبيض المتوسط في شمال فلسطين التاريخية، وهو الميناء الطبيعي الوحيد لدولة فلسطين على البحر الأبيض المتوسط.

## جغرافية
يغذي الخليج مدينتي حيفا وعكا، الذي يبدأ عند الخط الواصل بين جبل الكرمل والبحر وينتهي شمالًا عند مدينة عكا. ويقع ميناء حيفا على طول ساحلها الجنوبي الشرقي، يقع الخليج حالياً ضمن إسرائيل.

## تاريخ
في عشرينيات القرن الماضي، تم إنشاء العديد من الكيبوتسات في حي بات غاليم [الإنجليزية] على خليج حيفا في أعقاب الانتداب البريطاني. مع افتقار ساحل فلسطين إلى ميناء حديث، وضعت السلطات البريطانية خططًا لإنشاء مرافق موانئ جديدة. لم تتمكن شركة تطوير خليج حيفا، التي تأسست في فبراير 1925 لتنفيذ تلك الخطط، لعدم وجود رأس مال كافي، لذلك عقد صفقة تجارية من قبل شركة تطوير الأراضي الفلسطينية (شركة تطوير الأراضي الإسرائيلية حالياً).
واستحوذت الجالية اليهودية على المنطقة كجزء من صفقة سرسق، فقد تم شراء الأرض من عائلة سرسق التي اشترتها من الحكومة العثمانية عام 1872. وكانت المنطقة التي تبلغ مساحتها 45 ألف دونم، وحصلت الشركة أيضًا على امتياز مدته 99 عامًا لشراء 12 ألف دونم إضافية من الأراضي المجاورة، ليصل إجمالي المساحة إلى 57 ألف دونم. وتم تغيير ملكية الأرض عدة مرات بسبب الصعوبات المالية، وأصبحت في النهاية ملكًا لشركة بايسايد لاند، التي تم تأسيسها بالتعاون مع الصندوق القومي اليهودي؛ وفي عام 1928، كلفت الشركة باتريك أبركرومبي [الإنجليزية] بوضع خطة تطوير.
في عام 1934، تم إنشاء مصنع فينيسيا للزجاج في خليج حيفا. وانتقلت الشركة إلى يروحام عام 1968، وما زالت تعمل حتى اليوم.

## الموانئ والمنطقة الصناعية

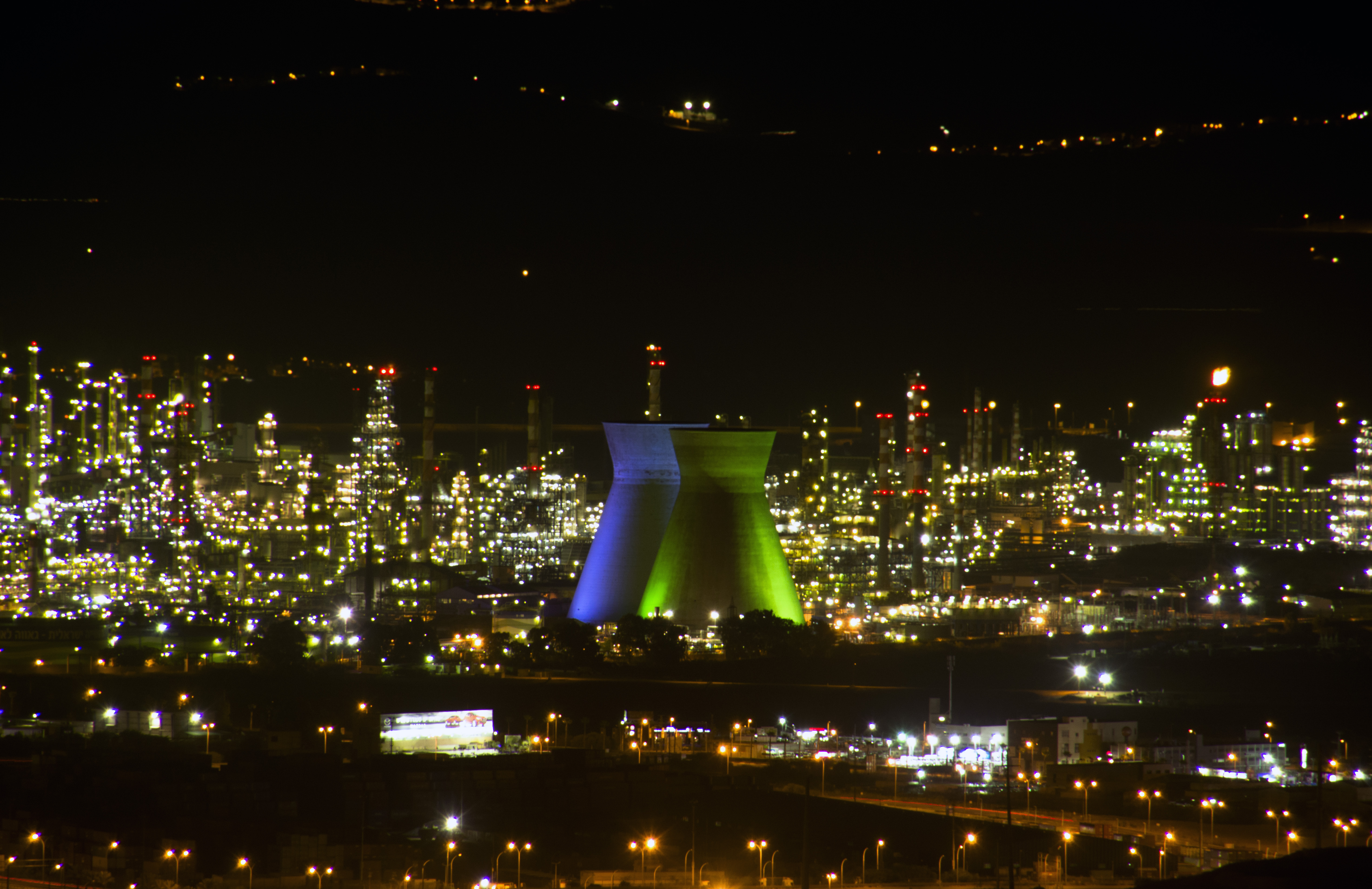
تعتبر أبراج التبريد في مصفاة النفط في حيفا رمزًا معترفًا به وطنياً لحيفا كمركزاً للصناعة.

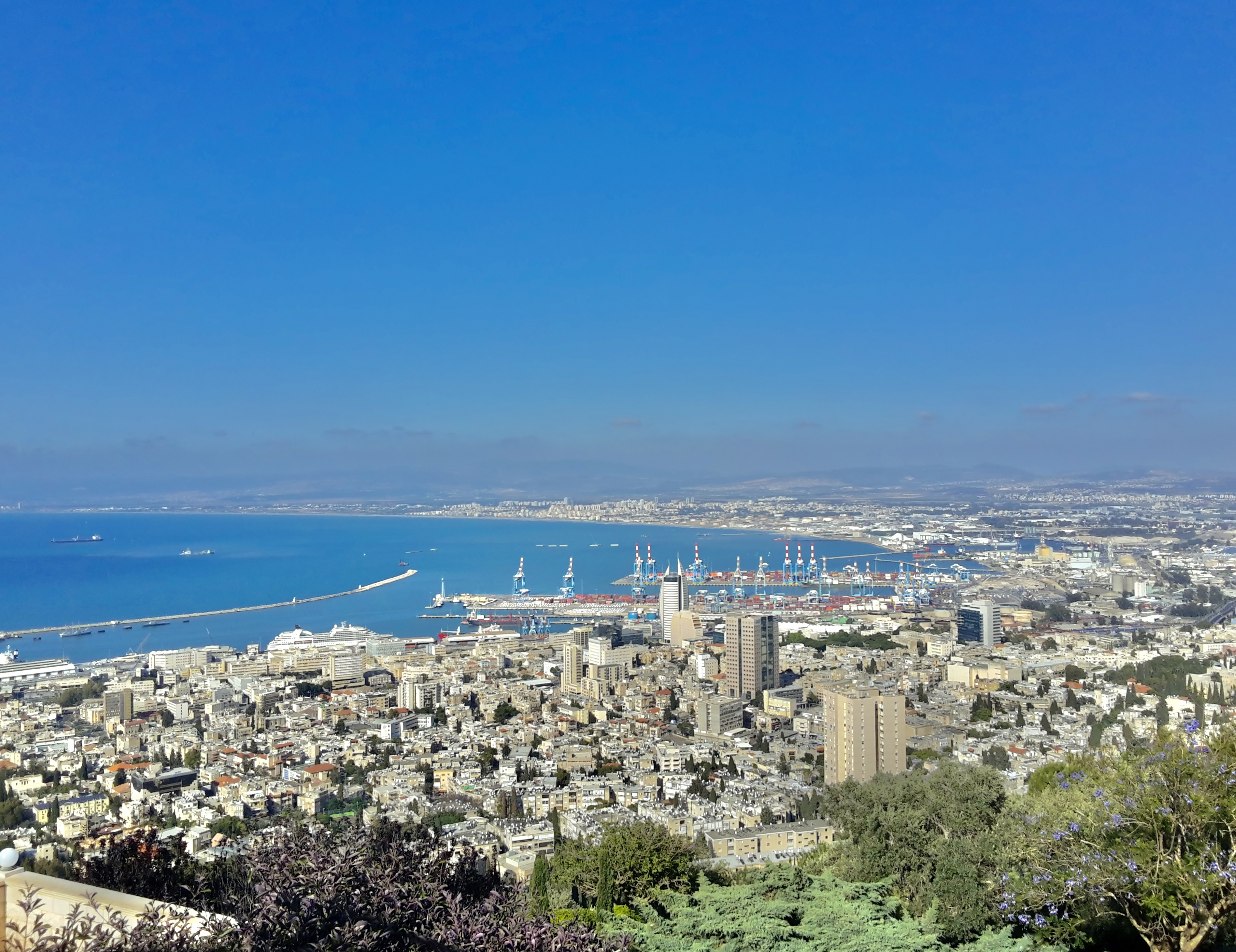
خليج حيفا

يقع ميناء حيفا وهو ميناء خاص تديره شركة أحواض بناء السفن الإسرائيلية في خليج حيفا. وفي عام 2017، قاموا بمناولة ما مجموعه 32 مليون طن من البضائع، مما يجعل مجمع الميناء واحدًا من أكبر المجمعات في شرق البحر الأبيض المتوسط.
تعد منطقة الخليج أيضًا موطنًا لمنطقة صناعية واسعة تحتوي على العديد من المصانع وورش العمل ومصافي النفط الكبيرة على الشاطئ ومحطات تصنيع المواد الكيميائية والمعادن ومحطات الطاقة وغيرها من المرافق الصناعية والتخزينية. ويعد برجا التبريد التوأمان اللذان يبلغ ارتفاعهما 76 مترًا في مصفاة النفط في حيفا رمزًا للمدينة. ولهذا السبب، فقد تُركت سليمة، على الرغم من أنها لم تعد تُستخدم فعليًا لأن التقدم التكنولوجي في التكرير جعلها قديمة الطراز.

## مخاوف بيئية
تاريخيًا، أدى تركيز الصناعة في المنطقة إلى تلوث الهواء والخليج وارتفاع معدل الإصابة بالسرطان في المجتمعات المحيطة. ومنذ أواخر العقد الأول من القرن الحادي والعشرين، نفذت وزارة حماية البيئة الإسرائيلية، بالتعاون مع صناعات المنطقة، برنامجًا شاملاً للحد من التلوث، حيث قامت المصانع الكبرى في المنطقة تبديل استخدام الوقود الثقيل إلى الغاز الطبيعي كمصدر أساسي للوقود ابتداءً من عام 2013، وهذا بدوره أدى إلى انخفاض كبير في معدل تلوث الهواء. وقدرت الوزارة أنه بين عامي 2009 و2014 انخفض إجمالي تلوث في منطقة الخليج بنسبة 70%، على الرغم من أن التركيز الإجمالي للصناعات الثقيلة في المنطقة يعني أن تلوث الهواء لا يزال ذو نسبة عالية مقارنة بالمناطق الأخرى.